# 中村武己
中村 武己（なかむら たけき、1933年4月29日 - ）は、日本の元声優。劇団宝石座、ユニオンプロに所属していた。

## 出演作品

### テレビアニメ
- アニメンタリー 決断（1971年）
- 樫の木モック（1972年） - 山鳥
- タイムボカン（1975年） - こんぺいた博士
- フランダースの犬（1975年） - ヘルモンド
- ドカベン（1976年） - 院長
- ブロッカー軍団IVマシーンブラスター（1976年） - シムノン、医師
- 未来少年コナン（1978年） - シャン
- ルパン三世 (TV第2シリーズ)（1978年）
- 未来ロボ ダルタニアス（1979年） - 将軍
- 鉄腕アトム（1980年） - リンドルフ博士 ※第52話
- とんでも戦士ムテキング（1980年） - ヌーボン、運転手
- ベルサイユのばら（1980年）
- ダッシュ勝平（1981年） - スカイナーのマネージャー
- 星銃士ビスマルク（1984年） - ホフマン〈初代〉

### 劇場アニメ
- 宇宙戦士バルディオス（1981年） - 皇帝
- 風の谷のナウシカ（1984年） - ペジテ市民

### OVA
- ダロス（1983年） - シュンの父

### テレビドラマ
- 特別機動捜査隊 第315回（1967年）
- ねずみとおうさま（1967年、NHK）
- 忍者ハットリくん+忍者怪獣ジッポウ 第24話「見ザル聞カザル云ワザルでござる」（1968年、NET / 東映） - 犬捕り
- 霧の旗（1972年、NHK）
- ポーラ名作劇場 冬の花 悠子（1974年、NET）
- あかんたれ（1976年）
- 特捜最前線 第19話「亜矢子・17才の哀歌」（1977年、ANB / 東映）
- 銀河テレビ小説 鳥獣の寺（1979年、NHK）
- 噂の刑事トミーとマツ 第13話「銭湯でタイホ! 刑事も裸、犯人も裸」（1980年、TBS/大映テレビ） - 銭湯の常連（材木屋）
- おんな太閤記（1981年、NHK）
- ザ・サスペンス 松本清張の時間の習俗（1982年、TBS / 大映テレビ）

### ラジオドラマ
- どこかにある島（1964年） - 波[2]

### その他
- 世界まるごとHOWマッチ（TBS） - 声の出演